# Bánk
Bánk é um município da Hungria, situado no condado de Nógrád. Tem 9,9 km² de área e sua população em 2015 foi estimada em 659 habitantes.